# Lando (fumetto)
Lando è una serie a fumetti umoristica per adulti pubblicata in Italia dal 1973 al 1986.

## Storia editoriale
La serie venne ideata dall'editore Renzo Barbieri, che la affidò a Gianni Cirielli, con cui scrisse le sceneggiature; venne disegnata inizialmente da associati dello studio di Giuseppe Montanari (Gianni Pinaglia, Ernesto Grassani e da Giuseppe De Facendis), e poi dal solo Pinaglia. Per simboleggiare l'attitudine a sciupafemmine del personaggio protagonista, in copertina dopo la L iniziale del nome veniva disegnata la testa di un gallo. La serie venne ristampata una prima volta dal 1978 al 1983 nella collana Super Lando e poi per pochi numeri nel 1989, nella collana Lando a grande richiesta e, nel 1991, nella collana Tutto Lando.

## Trama
Vengono narrate le avventure di Lando, un ragazzo del quartiere Giambellino, a Milano, avventore del Bar Mario, perdigiorno e spaccone, superdotato e con tre testicoli, sempre intento a cercare belle ragazze. Il personaggio, oltre al nome, doveva avere le fattezze di Lando Buzzanca, nonostante le avesse anche Jonny Logan, il protagonista di un altro fumetto. Fu il creatore grafico Giuseppe Montanari a decidere che la fisionomia avrebbe invece dovuto essere quella di Adriano Celentano; ciò avrebbe inoltre invogliato a far parlare il personaggio con gergo ed espressioni giovanilistiche milanesi tipici del molleggiato; rimase comunque il nome Lando.
Il protagonista è spesso accompagnato dal Lardoso, un ragazzotto in carne dalla parlata confusionaria e dalla perenne espressione sgomenta, che sarà anche protagonista di storie e albi spin-off.